# رنكاوات
الرنكاوات (الاسم العلمي: Clupeinae) هي أسرة من الأسماك تتبع الفصيلة الرنكات من رتبة الصابوغيات.

## أجناس الرنكاوات
- الرنكة